# Trackmania Turbo
Trackmania Turbo är ett racingspel i serien Trackmania från företaget Ubisoft Nadeo, vilket släpptes 2016.
I Trackmania Turbo sker racen i fyra olika miljöer, Canyon Grand Drift, Down & Dirty Valley, Rollercoaster Lagoon och International Stadium. Racen sker på banor i de olika miljöerna, men det går också att bygga egna banor och spela själv eller dela med andra spelare.